# Adrian Lukis
Adrian Lukis (Birmingham, 1958) is een Brits acteur. Zijn bekendste recente rollen zijn die van Doug Wright in de BBC-politieserie The Bill en die van Marc Thompson in de serie Judge John Deed.
Eind jaren tachtig speelde Lukis rollen in de televisieseries Prime Suspect en Miss Marple. Hij brak door met zijn optreden als de slechterik George Wickham in de BBC-serie Pride and Prejudice in 1995.
In de zomer van 2025 vertolkte hij de rol van Jack Gordon in de Prime Video-film Heads of State.